# Suuremõisa (rivier)
De Suuremõisa (Estisch: Suuremõisa jõgi) is een rivier in het zuidoosten van het eiland Hiiumaa in Estland. De rivier is 15,5 km lang; het stroomgebied beslaat een oppervlakte van 56,9 km².
De bron van de rivier ligt op de grens tussen de dorpen Sakla en Loja. Onderweg komt ze langs het dorp Suuremõisa, waaraan ze haar naam ontleent. De Suuremõisa komt op de grens van de dorpen Valipe en Salinõmme uit in de baai Soonlepa laht, een deel van de Oostzee.